# Indian Premier League
Az Indian Premier League (röviden: IPL, hindi nyelven: इंडियन प्रीमियर लीग) egy professzionális Húsz20-as krikettbajnokság, amelyben tíz indiai klubcsapat vesz részt. Ez a világ legnézettebb és legnagyobb pénzeket megmozgató krikettbajnoksága, de az összes sportág összes bajnokságát tekintve is az elsők között van.
A mérkőzések általában késő délután vagy este kezdődnek, hogy ezáltal is minél többen láthassák őket akár a helyszínen, akár a televíziós közvetítéseken, hiszen ezekből rendkívül nagy bevétel származik. A több tíz vagy esetenként több száz millió dollárt érő klubok tulajdonosai között nagy cégek, világhírű színészek és médiamogulok is megtalálhatók.

## Lebonyolítás, szabályok
Az IPL-ben a 2022-es szezontól kezdve tíz csapat verseng. Ez a tíz klub két ötös csoportba van osztva, de eredményeik egyetlen közös tabellára számítódnak fel, a csoportok csak arra jók, hogy azok alapján dőljön el, hogy ki kivel játszik kétszer és kivel egyszer a csoportkör során: mindenki ugyanis a saját csoportjában levőkkel egyszer hazai pályán és egyszer idegenben csap össze, a másik csoportban levőkkel pedig (egy kivételével) csak egyszer (az egy kivétellel pedig kétszer). Ez a beosztás sorsoláson alapul. (A korábbi években, amikor 8 csapat szerepelt, mindenki mindenkivel kétszer játszott, ami összesen 56 alapszakasz-mérkőzést jelentett.)
Miután ez a 70 mérkőzésből álló csoportkör véget ért, az első négy helyezett jut tovább a Page-szisztéma szerint lebonyolított rájátszásba. A csoportkör első két helyezettje rögtön a döntőbe jutásért vív, de a vesztes sem búcsúzik el a tornától, hanem kap még egy esélyt a döntőbe jutásra, ugyanis a harmadik és a negyedik helyezett részvételével játszott végselejtező győztesével még összecsap egyszer, és az ottani győztes lesz a döntő másik résztvevője.
Az IPL franchise alapú bajnokság, abból nem lehet kiesni és nem lehet sportteljesítmény alapján valamilyen alsóbb osztályból bekerülni sem: minden évben ugyanazok a klubok szerepelnek benne, kivéve, ha valamelyik például csődbe megy vagy eltiltják, illetve ha a BCCI a bővítés mellett dönt.
Minden csapatban a 11 játékos közül legalább 7-nek indiainak kell lennie, külföldi csak négy lehet. Ezt a négyet általában ki is szokták használni, nagyon ritka, amikor 7-nél több hazai játékos lép pályára.
A torna során az addig összességében legtöbb futást szerző játékos (miközben a mezőnyben játszik) narancs színű sapkát viselhet, míg az összesen legtöbb kaput szerző játékos lila sapkában léphet pályára. Amikor a torna véget ér, a narancs és a lila sapkát, mint díjat, megkapják a ranglistákat vezető játékosok. Ha az ütősök között holtverseny alakul ki, akkor a narancs sapkát az kapja, akinek magasabb az ütési aránya, ha a dobók között van holtverseny, akkor a jobb gazdálkodási aránnyal rendelkező játékosé lesz a lila sapka.

## Története
Az IPL megrendezésének ötlete 2007-ben vetődött fel, miután India krikettválogatottja megnyerte a világ első Húsz20-as világbajnokságát. Az első szezont 2008-ban játszották le nyolc csapat részvételével, majd a 2011-es szezonra két klubbal bővült a mezőny, de a következő évben és újabb két év múlva eggyel szűkült, így ezek után sokáig ismét 8 résztvevővel zajlott. 2022-től ismét 10 csapat tagja a ligának.
A bajnokság általában tavasszal zajlik, és jellemzően Indiában, de a 2009-es szezont Dél-Afrikában rendezték, a 2014-es szezon első 20 meccsét az Egyesült Arab Emírségekben játszották, ahogy a teljes, a koronavírus-világjárvány miatt őszre halasztott 2020-as szezont is. 2021-ben bár a megszokottak szerint Indiában elkezdték, végül szintén ősszel, szintén az Emírségekben fejezték be a járványhelyzet miatt a bajnokságot.

## Résztvevő csapatok
| Klub                        | Székhelye                 | Részvétel      | Korábbi nevek               |
| --------------------------- | ------------------------- | -------------- | --------------------------- |
| Chennai Super Kings         | Csennai, Tamilnádu        | 2008–15, 2018– |                             |
| Deccan Chargers             | Haidarábád, Ándhra Prades | 2008–2012      |                             |
| Delhi Capitals              | Delhi                     | 2008–          | Delhi Daredevils            |
| Gujarat Lions               | Rádzskot, Gudzsarát       | 2016–2017      |                             |
| Gujarat Titans              | Ahmadábád, Gudzsarát      | 2022–          |                             |
| Kochi Tuskers Kerala        | Koccsi, Kerala            | 2011           |                             |
| Kolkata Knight Riders       | Kolkata, Nyugat-Bengál    | 2008–          |                             |
| Lucknow Super Giants        | Lakhnau, Uttar Prades     | 2022–          |                             |
| Mumbai Indians              | Mumbai, Mahárástra        | 2008–          |                             |
| Pune Warriors India         | Púne, Mahárástra          | 2011–2013      |                             |
| Punjab Kings                | Moháli, Pandzsáb          | 2008–          | Kings XI Punjab             |
| Rajasthan Royals            | Dzsaipur, Rádzsasztán     | 2008–15, 2018– |                             |
| Rising Pune Supergiant      | Púne, Mahárástra          | 2016–2017      | Rising Pune Supergiants     |
| Royal Challengers Bengaluru | Bengaluru, Karnátaka      | 2008–          | Royal Challengers Bangalore |
| Sunrisers Hyderabad         | Haidarábád, Telangána     | 2013–          |                             |

## Az IPL eddigi győztesei
Az IPL eddigi győzteseinek listája:

### Évek szerint
| Év   | Klubok száma | Bajnokcsapat                | Második hely                |
| ---- | ------------ | --------------------------- | --------------------------- |
| 2008 | 8            | Rajasthan Royals            | Chennai Super Kings         |
| 2009 | 8            | Deccan Chargers             | Royal Challengers Bangalore |
| 2010 | 8            | Chennai Super Kings         | Mumbai Indians              |
| 2011 | 10           | Chennai Super Kings         | Royal Challengers Bangalore |
| 2012 | 9            | Kolkata Knight Riders       | Chennai Super Kings         |
| 2013 | 9            | Mumbai Indians              | Chennai Super Kings         |
| 2014 | 8            | Kolkata Knight Riders       | Kings XI Punjab             |
| 2015 | 8            | Mumbai Indians              | Chennai Super Kings         |
| 2016 | 8            | Sunrisers Hyderabad         | Royal Challengers Bangalore |
| 2017 | 8            | Mumbai Indians              | Rising Pune Supergiant      |
| 2018 | 8            | Chennai Super Kings         | Sunrisers Hyderabad         |
| 2019 | 8            | Mumbai Indians              | Chennai Super Kings         |
| 2020 | 8            | Mumbai Indians              | Delhi Capitals              |
| 2021 | 8            | Chennai Super Kings         | Kolkata Knight Riders       |
| 2022 | 10           | Gujarat Titans              | Rajasthan Royals            |
| 2023 | 10           | Chennai Super Kings         | Gujarat Titans              |
| 2024 | 10           | Kolkata Knight Riders       | Sunrisers Hyderabad         |
| 2025 | 10           | Royal Challengers Bengaluru | Punjab Kings                |

### Bajnoki címek száma szerint
| Klub                        | Bajnoki címek |
| --------------------------- | ------------- |
| Mumbai Indians              | 5             |
| Chennai Super Kings         | 5             |
| Kolkata Knight Riders       | 3             |
| Sunrisers Hyderabad         | 1             |
| Royal Challengers Bengaluru | 1             |
| Deccan Chargers             | 1             |
| Rajasthan Royals            | 1             |
| Gujarat Titans              | 1             |